# باتريك دير
باتريك دير (بالإنجليزية: Patrick Dwyer)‏ هو لاعب هوكي جليد أمريكي، ولد في 22 يونيو 1983 في سبوكين في الولايات المتحدة.

## وصلات خارجية
- باتريك دير على موقع دوري الهوكي الوطني (الإنجليزية)
- باتريك دير على موقع EliteProspects.com (الإنجليزية)
- باتريك دير على موقع Eurohockey.com (الإنجليزية)
- باتريك دير على موقع HockeyDB.com (الإنجليزية)
- باتريك دير على موقع Hockey-Reference.com (الإنجليزية)